# Moranopteris trichomanoides
Moranopteris trichomanoides är en stensöteväxtart som först beskrevs av Olof Peter Swartz, och fick sitt nu gällande namn av R.Y.Hirai och J.Prado. Moranopteris trichomanoides ingår i släktet Moranopteris och familjen Polypodiaceae. Inga underarter finns listade.